# Letíchiv

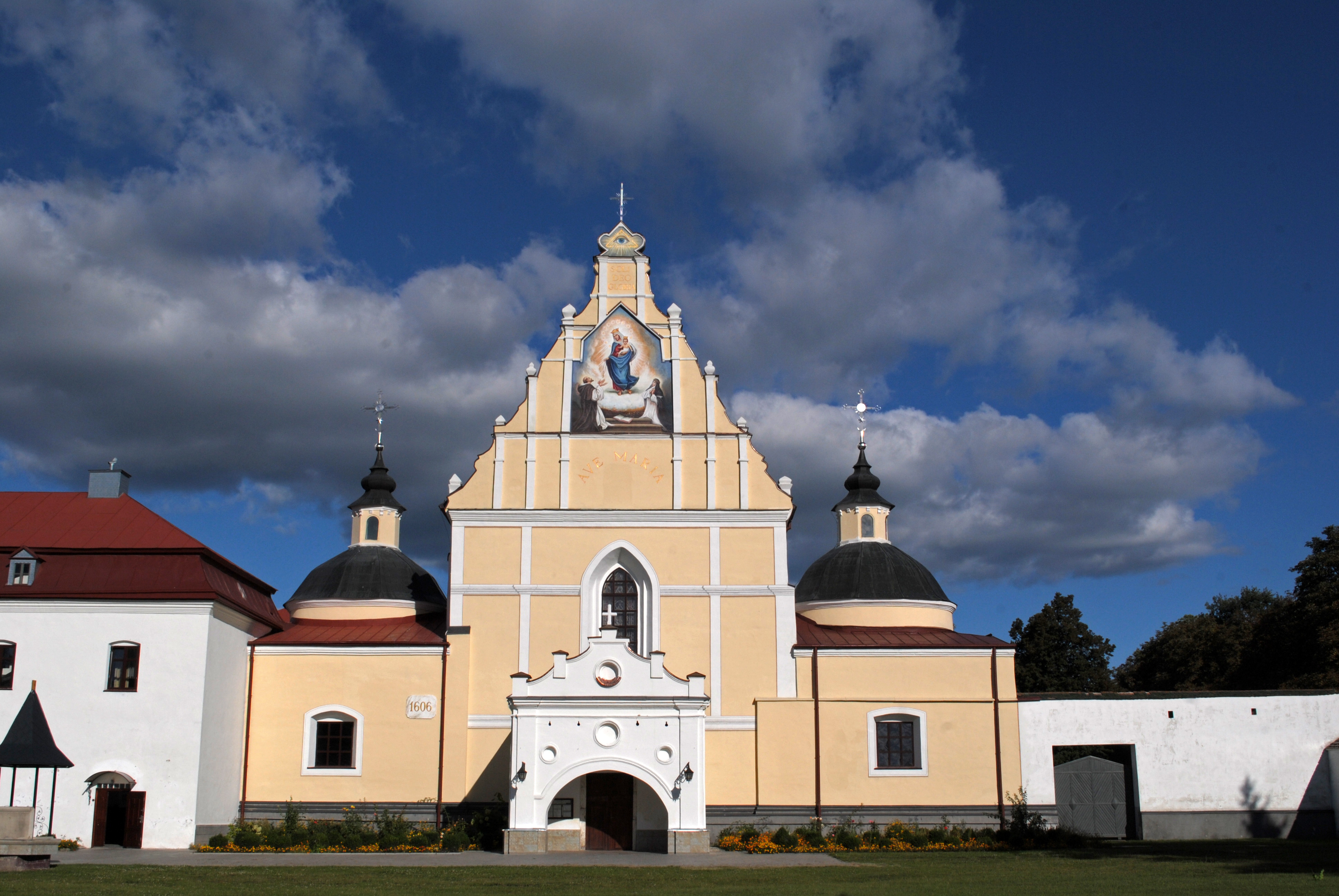
Convento de dominicos de Letíchiv

Letíchiv (en ucraniano: Летичів; en polaco: Latyczów; en ruso: Летичев) es una ciudad del óblast de Jmelnitski, en Ucrania occidental, a 51 km de Jmelnitski y 33 km de la estación de tren Derazhnya. Es centro administrativo desde los tiempos zaristas, anteriormente en la provincia de Podolia. Según el censo ucraniano de 2001, tiene 11.081 habitantes. Hay obras de construcción, una lechería, una fábrica de material de construcción en la ciudad. Se encuentra en la carretera principal entre Jmelnitski y Vínnytsia en la confluencia del Volk y el Bug Meridional.